# Lomatium caruifolium
Lomatium caruifolium ist eine Pflanzenart aus der Gattung Lomatium innerhalb der Familie der Doldenblütler (Apiaceae). Sie kommt in den westlichen USA nur in Kalifornien vor und wird dort englisch Alkali parsnip, alkali desertparsley, caraway leaved lomatium genannt.

## Beschreibung

### Vegetative Merkmale
Lomatium caruifolium ist eine ausdauernde krautige Pflanze, die Wuchshöhen von 15 bis 45 Zentimetern erreicht. Es wird eine schlanke Pfahlwurzel ausgebildet. Ein Stängel fehlt praktisch.
Die Laubblätter sind in Blattstiel und Blattspreite gegliedert. Der Blattstiel ist 4 bis 7 Zentimeter lang. Die kahle bis leicht rau oder behaarte Blattspreite ist bei einer Breite von 5 bis 30 Zentimetern im Umriss dreieckig-eiförmig bis verkehrt-eiförmig und mehrfach dreigeteilt oder gefiedert. Die Segmente sind 2 bis 60 Millimetern lang.

### Generative Merkmale
Auf einem 10 bis 40 Zentimeter langen Blütenstandsschaft steht der aufrechte oder zur Seite ausgebreitete, doppeldoldige Blütenstand. Die Hüllblätter sind sitzend oder nicht. Die 6 bis 16 Einzeldolden messen 1 bis 12 Zentimeter in der Länge und sind aufsteigend ausgebreitet.
Die gelben oder selten mehr oder weniger purpurfarbenen Kronblätter sind bei einer Länge von 2 bis 8 Millimetern lanzettlich bis eiförmig, ganzrandig oder gezähnt, dabei dünn und geädert.
Die glatte Doppelachäne ist bei einer Länge von 6 bis 13 Millimetern eiförmig bis verkehrt-eiförmig. Die „Flügel“ sind verdickt und weniger als halb so breit wie der eigentliche Fruchtkörper.

## Vorkommen
Die zwei Varietäten von Lomatium caruifolium kommen nur in Kalifornien vor. Sie kommt im Kalifornischen Längstal und in den Ausläufern des Inneren Kalifornischen Küstengebirges und der Sierra Nevada vor. Außerdem wurde sie in Höhenlagen von 60 bis 600 Metern auch im Norden und Süden des Kalifornischen Küstengebirges, in den Ausläufern der Kaskadenkette, im Sacramento Valley, im Gebiet der San Francisco Bay und auf den Kalifornischen Kanalinseln gefunden.
Lomatium caruifolium wächst in tonigen Bereichen feuchter Senken, an temporären Gewässern und in offenem Grasland.

## Systematik und Verbreitung
Die Erstbeschreibung erfolgte 1841 unter dem Namen (Basionym) Ferula caruifolia durch William Jackson Hooker und George Arnott Walker Arnott in The Botany of Captain Beechey's Voyage, Seite 348. Die Neukombination zu Lomatium caruifolium (Hook. & Arn.) Coult. & Rose wurde 1900 durch John Merle Coulter und Joseph Nelson Rose in Contributions from the United States National Herbarium, Volume 7, Issue 1, Seite 216 veröffentlicht. Weitere Synonyme für Lomatium caruifolium (Hook. & Arn.) Coult. & Rose sind: Cogswellia caruifolia (Hook. & Arn.) M.E.Jones, Peucedanum caruifolium (Hook. & Arn.) Torr. & A.Gray.
Von Lomatium caruifolium gibt es zwei Varietäten:
- Lomatium caruifolium (Hook. & Arn.) Coult. & Rose var. caruifolium: Sie kommt in weiten Teilens Kaliforniens vor.[1] Sie gedeiht vorwiegend im San Joaquin Valley, in der Bay Area, im Kalifornischen Küstengebirge, in den Ausläufern der zentralen Sierra Nevada.[5]
- Lomatium caruifolium var. denticulatum (Jeps.) Jeps.: Dieser Endemit kommt nur im nördlichen Kalifornien vor.[1] Sie gedeiht vorwiegend im Sacramento Valley und den nördlichen Ausläufern der Sierra Nevada.[6]